# 램응옵군
램응옵군은 뜨랏주의 행정 구역이다. 이 지역의 총 인구 수는 2000년 기준으로 17874명이다. 인구 밀도는 116.1km2이다.

## 행정 구역
| 1. | Laem Ngop  | แหลมงอบ |  |
| 2. | Nam Chiao  | น้ำเชี่ยว  |  |
| 3. | Bang Pit   | บางปิด   |  |
| 7. | Khlong Yai | คลองใหญ่ |  |